# Лёгкая атлетика на летних Олимпийских играх 1952
Соревнования по лёгкой атлетике на летних Олимпийских играх 1952 года проводились как среди мужчин, так и среди женщин.

## Общий медальный зачёт
| Место | Страна         | Золото | Серебро | Бронза | Всего |
| ----- | -------------- | ------ | ------- | ------ | ----- |
| 1     | США            | 15     | 10      | 6      | 31    |
| 2     | Чехословакия   | 4      | 1       | 0      | 5     |
| 3     | Австралия      | 3      | 0       | 1      | 4     |
| 4     | СССР           | 2      | 8       | 7      | 17    |
| 5     | Ямайка         | 2      | 3       | 0      | 5     |
| 6     | Италия         | 1      | 1       | 0      | 2     |
| 6     | ЮАС            | 1      | 1       | 0      | 2     |
| 8     | Венгрия        | 1      | 0       | 4      | 5     |
| 9     | Швеция         | 1      | 0       | 2      | 3     |
| 10    | Бразилия       | 1      | 0       | 1      | 2     |
| 10    | Новая Зеландия | 1      | 0       | 1      | 2     |
| 12    | Люксембург     | 1      | 0       | 0      | 1     |
| 13    | Германия       | 0      | 3       | 5      | 8     |
| 14    | Франция        | 0      | 2       | 0      | 2     |
| 15    | Великобритания | 0      | 1       | 4      | 5     |
| 16    | Аргентина      | 0      | 1       | 0      | 1     |
| 16    | Нидерланды     | 0      | 1       | 0      | 1     |
| 16    | Швейцария      | 0      | 1       | 0      | 1     |
| 19    | Финляндия      | 0      | 0       | 1      | 1     |
| 19    | Венесуэла      | 0      | 0       | 1      | 1     |

## Медалисты

### Мужчины
| Дисциплина             | Золото                                                              | Серебро                                                              | Бронза                                                                          |
| ---------------------- | ------------------------------------------------------------------- | -------------------------------------------------------------------- | ------------------------------------------------------------------------------- |
| 100 м                  | Линди Ремиджино США                                                 | Херб Маккенли Ямайка                                                 | Макдональд Бейли Великобритания                                                 |
| 200 м                  | Энди Стэнфилд США                                                   | Тэйн Бейкер США                                                      | Джеймс Гэзерс США                                                               |
| 400 м                  | Джордж Роден Ямайка                                                 | Херб Маккенли Ямайка                                                 | Олли Мэтсон США                                                                 |
| 800 м                  | Мэл Уитфилд США                                                     | Артур Уинт Ямайка                                                    | Хайнц Ульцхаймер Германия                                                       |
| 1500 м                 | Жози Бартель Люксембург                                             | Роберт Макмиллен США                                                 | Вернер Люг Германия                                                             |
| 5000 м                 | Эмиль Затопек Чехословакия                                          | Ален Мимун Франция                                                   | Хербет Шаде Германия                                                            |
| 10.000 м               | Эмиль Затопек Чехословакия                                          | Ален Мимун Франция                                                   | Александр Ануфриев СССР                                                         |
| 110 м с барьерами      | Харрисон Диллард США                                                | Джек Дэвис США                                                       | Артур Барнард США                                                               |
| 400 м с барьерами      | Чарльз Мур США                                                      | Юрий Литуев СССР                                                     | Джон Холланд Новая Зеландия                                                     |
| 3000 м с препятствиями | Хорац Ашенфельтер США                                               | Владимир Казанцев СССР                                               | Джон Дизли Великобритания                                                       |
| эстафета 4×100 м       | США · Дин Смит · Харрисон Диллард · Линди Ремиджино · Энди Стэнфилд | СССР · Борис Токарев · Лев Каляев · Леван Санадзе · Владимир Сухарев | Венгрия · Ласло Заранди · Геза Варашди · Дьёрдь Чаньи · Бела Гольдованьи        |
| эстафета 4×400 м       | Ямайка · Артур Уинт · Лесли Лэнг · Херб Маккенли · Джордж Роден     | США · Олли Мэтсон · Джерард Коул · Чарльз Мур · Мэл Уитфилд          | Германия · Гюнтер Штайнес · Ханс Гайстер · Хайнц Ульцхаймер · Карл-Фридрих Хаас |
| Марафон                | Эмиль Затопек Чехословакия                                          | Рейналдо Горно Аргентина                                             | Густаф Янссон Швеция                                                            |
| ходьба 10 км           | Йон Микаэльссон Швеция                                              | Фриц Шваб Швейцария                                                  | Бруно Юнк СССР                                                                  |
| ходьба 50 км           | Джузеппе Дордони Италия                                             | Йозеф Долежал Чехословакия                                           | Анталь Рока Венгрия                                                             |
| Прыжки в длину         | Джером Биффл США                                                    | Мередит Гоурдайн США                                                 | Эдён Фёльдешши Венгрия                                                          |
| Тройной прыжок         | Адемар Феррейра да Силва Бразилия                                   | Леонид Щербаков СССР                                                 | Аснольдо Девониш Венесуэла                                                      |
| Прыжки в высоту        | Уолт Дэвис США                                                      | Кеннет Виснер США                                                    | Жозе да Консейсан Бразилия                                                      |
| Прыжки с шестом        | Роберт Ричардс США                                                  | Дональд Лаз США                                                      | Рагнар Лундберг Швеция                                                          |
| Толкание ядра          | Перри О’Брайен США                                                  | Дарроу Хупер США                                                     | Джим Фукс США                                                                   |
| Метание диска          | Симеон Айнесс США                                                   | Адольфо Консолини Италия                                             | Джеймс Диллион США                                                              |
| Метание копья          | Сайрус Янг США                                                      | Билл Миллер США                                                      | Тойво Хюутияйнен Финляндия                                                      |
| Метание молота         | Йожеф Чермак Венгрия                                                | Карл Шторх Германия                                                  | Имре Немет Венгрия                                                              |
| Десятиборье            | Роберт Мэтиас США                                                   | Милт Кэмпбелл США                                                    | Флойд Симмонс США                                                               |

### Женщины
| Дисциплина       | Золото                                                       | Серебро                                                               | Бронза                                                                            |
| ---------------- | ------------------------------------------------------------ | --------------------------------------------------------------------- | --------------------------------------------------------------------------------- |
| 100 м            | Марджори Джексон Австралия                                   | Дафне Хасеньягер ЮАС                                                  | Шерли Стрикленд Австралия                                                         |
| 200 м            | Марджори Джексон Австралия                                   | Берта Браувер Нидерланды                                              | Надежда Хныкина СССР                                                              |
| 80 м с барьерами | Шерли Стрикленд Австралия                                    | Мария Голубничая СССР                                                 | Мария Зандер Германия                                                             |
| Эстафета 4×100 м | США · Мэй Фэггс · Барбара Джонс · Джэнет Морё · Кэтрин Харди | Германия · Урсула Кнаб · Мария Зандер · Хельга Кляйн · Марга Петерзен | Великобритания · Сильвия Чизмэн · Джун Фоулдс · Джин Дисфорджес · Хитер Эрмитэйдж |
| Прыжки в длину   | Иветт Уильямс Новая Зеландия                                 | Александра Чудина СССР                                                | Ширли Коули Великобритания                                                        |
| Прыжки в высоту  | Эстер Бранд ЮАС                                              | Шейла Лервилл Великобритания                                          | Александра Чудина СССР                                                            |
| Толкание ядра    | Галина Зыбина СССР                                           | Марианне Вернер Германия                                              | Клавдия Точёнова СССР                                                             |
| Метание диска    | Нина Ромашкова СССР                                          | Елизавета Багрянцева СССР                                             | Нина Думбадзе СССР                                                                |
| Метание копья    | Дана Затопкова Чехословакия                                  | Александра Чудина СССР                                                | Елена Горчакова СССР                                                              |